# Seicheles nos Jogos Olímpicos
Seicheles participou pela primeira vez dos Jogos Olímpicos em 1980, e tem enviado atletas para competirem na maioria dos Jogos Olímpicos de Verão desde então, não participando apenas em 1988 em apoio à Coreia do Norte. A nação nunca participou dos Jogos Olímpicos de Inverno.
Até 2008, um atleta de Seicheles nunca havia ganhado uma medalha olímpica.
O Comitê Olímpico Nacional de Seicheles foi criado em 1979 e reconhecido pelo COI no mesmo ano.